# Nordfjorden (Gildeskål)
 For alternative betydninger, se Nordfjorden. (Se også artikler, som begynder med Nordfjorden)
Nordfjorden er en fjord i Gildeskål kommune i Nordland fylke i Norge. Fjorden er en fortsættelse af Beiarkjeften, en fjordarm af Saltfjorden, og ligger på østsiden af Sandhornøya. Fjorden har indløb mellem Mulnesodden i vest og Rønneset i øst og går 8 kilometer mod syd til Røssnesodden i bunden af fjorden. Syd for Røssnesodden går Holmsundfjorden videre mod syd, mens Beiarfjorden går østover.
På vestsiden af fjorden ligger bygderne Ertenvåg og Nygård. Fylkesvej 474 går på østsiden af fjorden, mens fylkesvei 472 går på vestsiden.